# روتيسلاف فوياسيتش
روتيسلاف فوياسيتش (بالتشيكية: Rostislav Vojáček)‏ ، من مواليد 23 فبراير 1949 ، لاعب كرة قدم تشيكوسلوفاكي سابق.
لعب مع منتخب تشيكوسلوفاكيا لكرة القدم.

## مسيرته الكروية
لعب روتيسلاف فوياسيتش خلال مسيرته الاحترافية مع نادِ واحدٍ في ستة عشر موسمًا وسجل خلالها 10 أهداف ضمن 117 مباراة. حيث فاز في موسمين بالكأس وفي ثلاثة مواسم بالدوري.
خاض روتيسلاف فوياسيتش مسيرته مع نادي بانيك أوسترافا في موسم 1970–71 ليلعب معه ستة عشر موسمًا، مشاركًا في 117 مباراة سجل خلالها 10 أهداف.

## روابط خارجية
- روتيسلاف فوياسيتش على موقع الاتحاد الدولي (مؤرشف)  (الإنجليزية)
- روتيسلاف فوياسيتش على موقع الاتحاد التشيكي (الإنجليزية)
- روتيسلاف فوياسيتش على موقع قاعدة بيانات كرة القدم.إي يو (الإنجليزية)
- روتيسلاف فوياسيتش على موقع ناشيونال فوتبول تيمز (الإنجليزية)